# Pia Kauma
Pia Liisa Kauma, född 20 oktober 1966 i Joensuu, är en finländsk politiker (Samlingspartiet). Hon har varit ledamot av Finlands riksdag 2011–2015 och på nytt sedan 2017 då hon efterträdde Alexander Stubb som avgick mitt i mandatperioden. Kauma är ekonomie magister.
Kauma omvaldes i riksdagsvalet 2023 med 6 199 röster från Nylands valkrets.

## Utmärkelser
- Riddartecknet av I klass av Finlands Lejons orden,  2021[3]
- Riddare av Hederslegionen,  2022[4]

[Redigera Wikidata]